# Compsa
Compsa était une ancienne cité des Hirpins située près des sources de l'Ofanto, non loin de l'ancienne Lucanie. Elle correspond à l'actuel Conza della Campania, province d'Avellino en Campanie,.
Conza della Campania a été rasée par le séisme du 23 novembre 1980 en Irpinia. À la suite des effondrements et des démolitions ultérieures effectuées dans tout le village moderne, le forum, l'amphithéâtre, de nombreuses trouvailles de toutes sortes (épigraphes, sarcophages, mosaïques, etc.) ont émergé et ont été abritées dans un musée aménagé dans un bâtiment rénové. Dans toute la zone, déjà explorée en 1938 par l'archéologue Italo Sgobbo (it), se trouvent des structures de différentes époques, comme l'ancienne cathédrale, siège de l'archevêque pendant de nombreux siècles.
Selon des études récentes, il est possible que la colonie samnite-hirpinienne d'origine se soit située dans la région du Monte Oppido (au sud de Lioni) et qu'elle ait été transférée seulement ensuite à la région de Conza après la conquête romaine.

## Historique

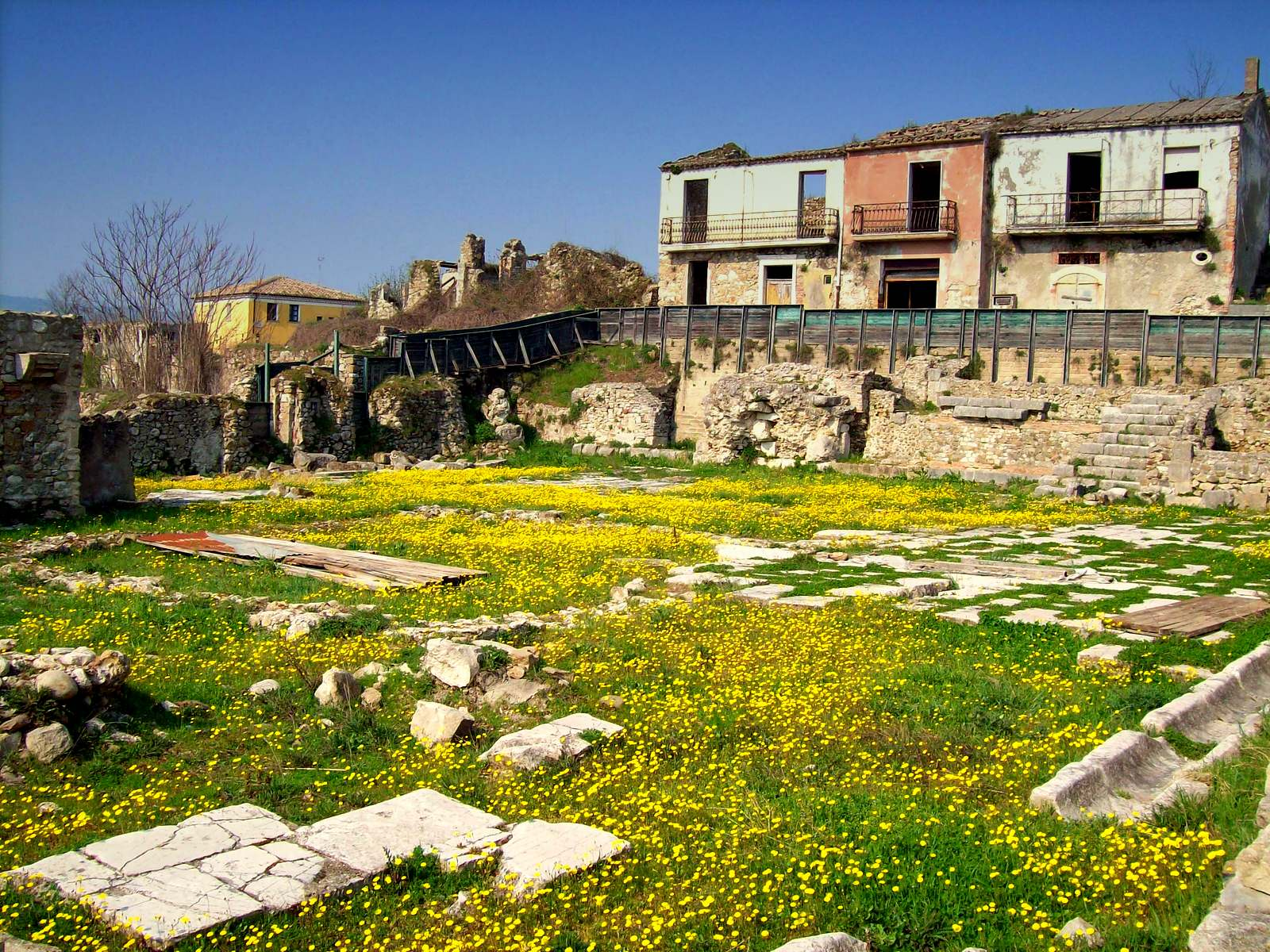
L'amphithéâtre romain.

Au IIIe siècle av. J.-C., c'était la ville des Hirpins, l'une des quatre tribus des Samnites, vaincues par les Romains lors de la bataille de Beneventum en 275 av. J.-C. Pendant la deuxième guerre punique, elle fut cédée à Hannibal Barca par Statius Trebius et fut reprise par Quintus Fabius Maximus Verrucosus en 214 av. J.-C. et devint plus tard un municipium.  Celui-ci est connu parce qu'il a été cité par Jules César dans De bello civili, troisième livre, chapitre 22 ; en effet, à Compsam in agro Hirpino, l'adversaire de César, Milo mourut frappé par une pierre lancée depuis les murs. Par conséquent, Compsa en 48 av. J.-C. était un municipium fidèle à Jules César.
Au VIe siècle, elle était déjà un siège épiscopal et possédait les églises de Santa Maria de Foris et de San Mauro. Elle fut pillée par les Lombards en 570 et ensuite annexée à la principauté de Salerne. Elle subit un tremblement de terre le 25 octobre 990 et la ville se déplace vers le haut de la colline, à proximité du château.
L'importance de Conza sous la domination lombarde est attestée par le fait qu'elle fut le siège d'un gastald soumis aux princes lombards de Salerne. Avec la chute de la principauté de Salerne à la suite de la conquête normande entre 1076 et 1079, le gastald de Conza suivit également son sort et fut supprimé.
À partir du milieu du XVe siècle, les comtes de Conza étaient les seigneurs de la famille Gesualdo.

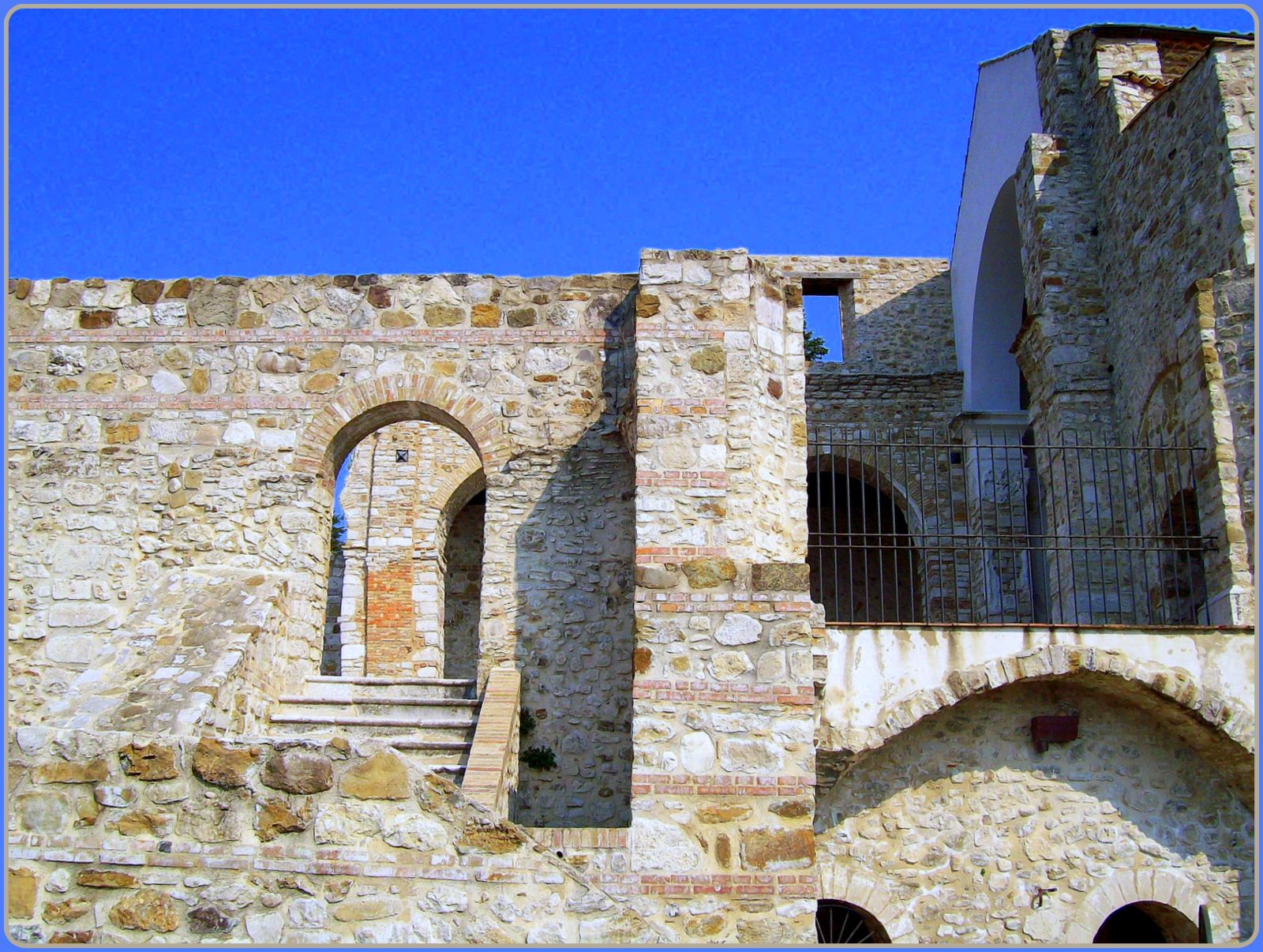
Vestiges de l'ancienne cathédrale.

Bien que le séisme d'Irpina en 1571 (it) ait provoqué l'effondrement de 116 maisons et la mort de 26 personnes, en 1539 le village était encore assez prospère. Cependant, deux autres événements sismiques, en 1561 et 1627, provoquèrent une faiblesse économique et un dépeuplement. Après l'abolition de la féodalité en 1806 et l'annexion à l'Italie en 1861, Conza a subi d'autres tremblements de terre graves : un en 1930, un autre en 1962 et enfin le séisme du 23 novembre 1980 en Irpinia, qui a rasé le haut du village.

## Fouilles archéologiques

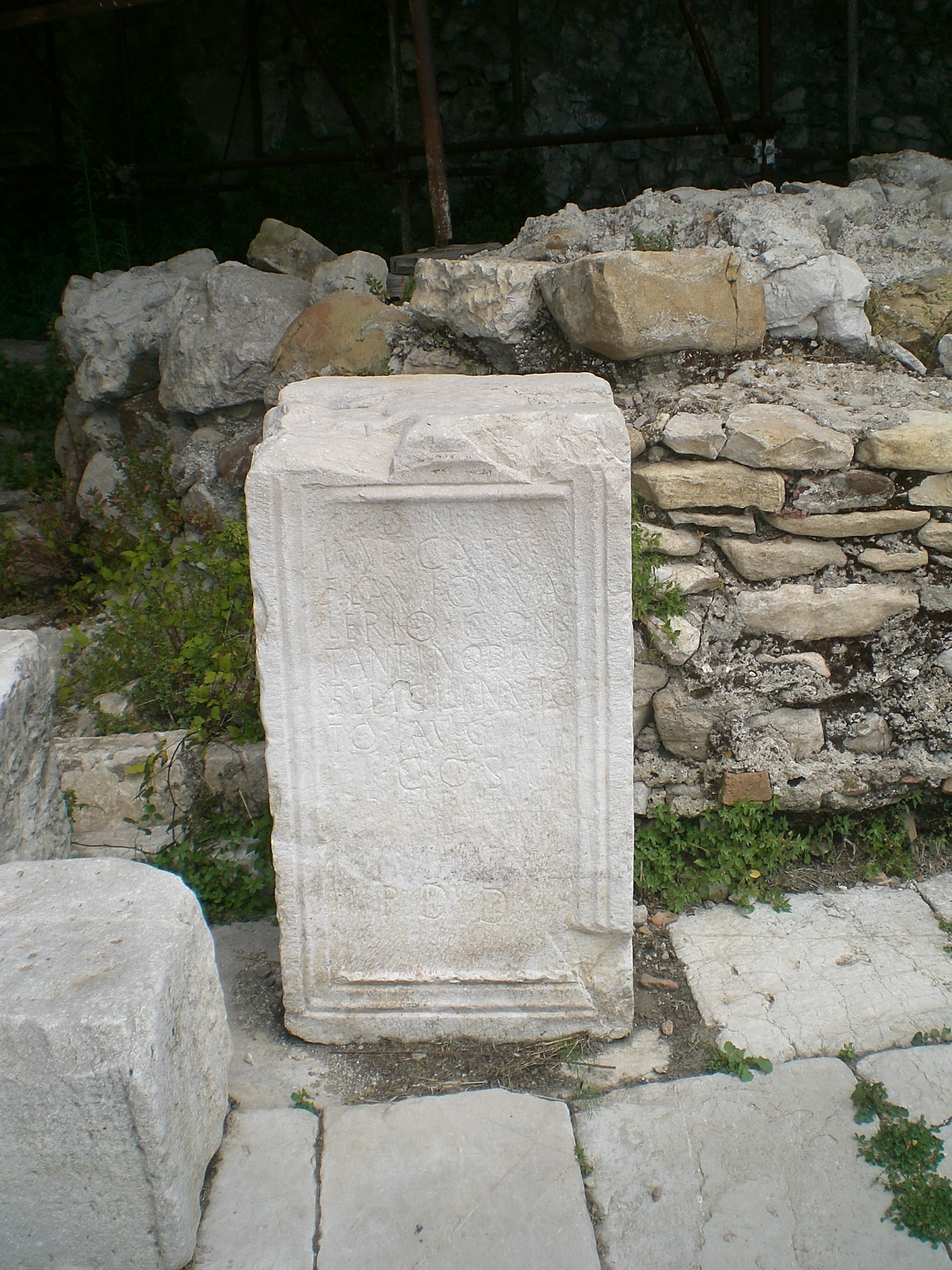
Épigraphe romain.

Dans les années suivantes, la ville fut reconstruite plus loin dans la vallée et des fouilles archéologiques furent réalisées près de l'ancien village qui permirent la découverte de vestiges romains.
- Jardin : c'est la zone des murs médiévaux, détruits par des tremblements de terre et des travaux de réhabilitation vers 1957. Aujourd'hui, l'espace vert conserve les vestiges du tracé des murs de l'ancien château, correspondant à une grande structure rectangulaire avec une abside.
- Ancienne cathédrale de Santa Maria Assunta : l'église remonte au VIe siècle, avec des restaurations au XIIIe siècle. Après les tremblements de terre du XVIIe siècle, elle fut embellie par des interventions baroques, mais elle s'effondra presque complètement avec le tremblement de terre de 1980. Il reste l'abside et le mur droit, avec la moitié du campanile à tourelles, la crypte des Capucins et une partie de la façade médiévale. La place devant conserve un pavement de l'époque romaine.

Près de la cathédrale se trouve un autel funéraire romain en marbre, de formes parallépipédiques, décoré de deux aigles aux ailes déployées, avec des guirlandes. L'inscription contient le texte : D(is) M(anibus) D(ecimus) PETRONIUS/NIGRUS/F(ilius) AND CAECILIA/QUINTIANA/CONOUNX/FECERUNT.
Des découvertes romaines ont été trouvées, notamment le pavage de la place du forum, les restes de maisons hirpiniennes datant d'avant le IIe siècle av. J.-C., les restes d'un édifice romain avec un podium en pierre calcaire, les restes de la place du forum avec une pierre funéraire. En outre, les restes d'une complexe thermal romain, les restes d'un amphithéâtre et un autel votif dédié à Vénus ont été découverts.

## Galerie

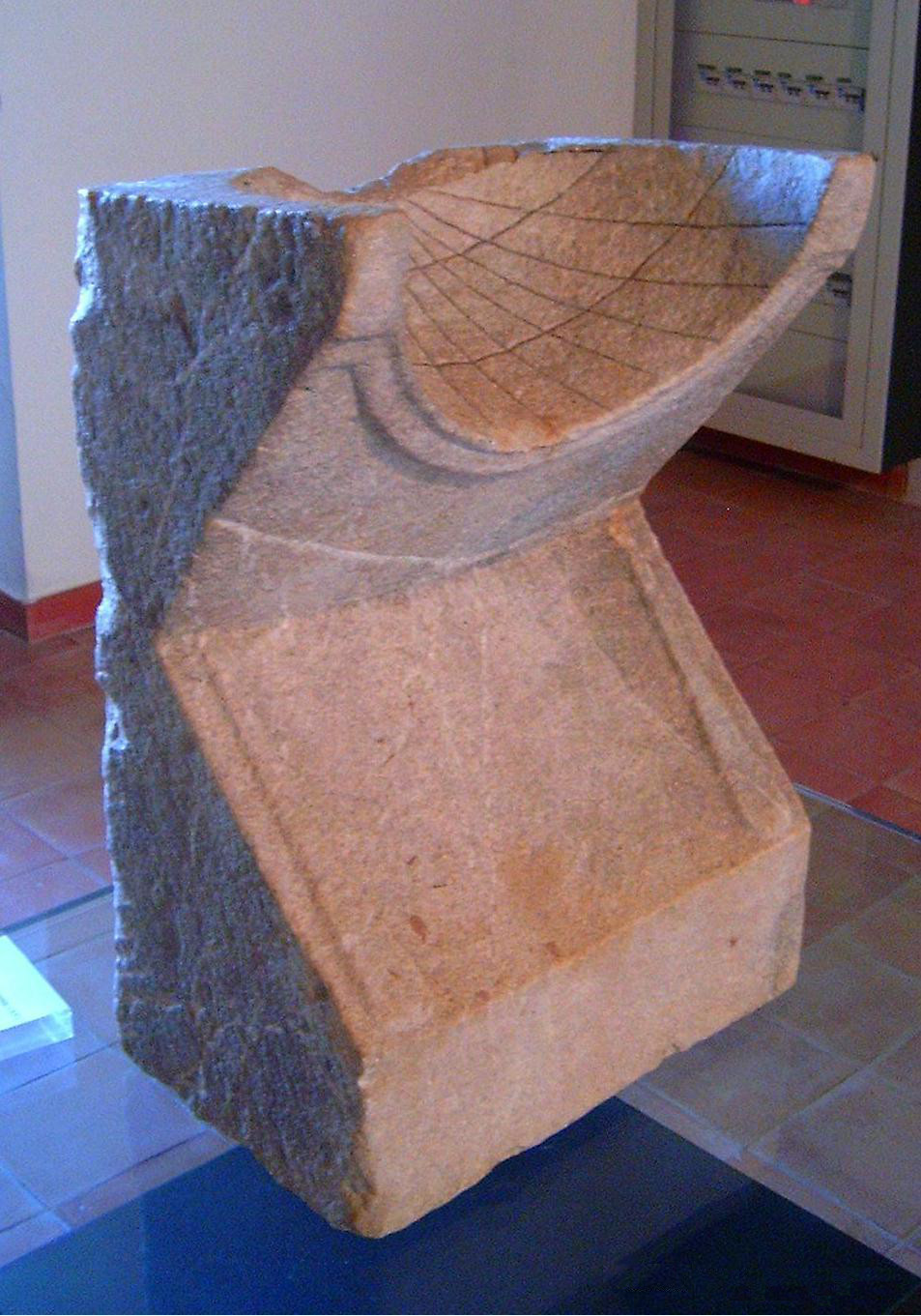
Cadran solaire.
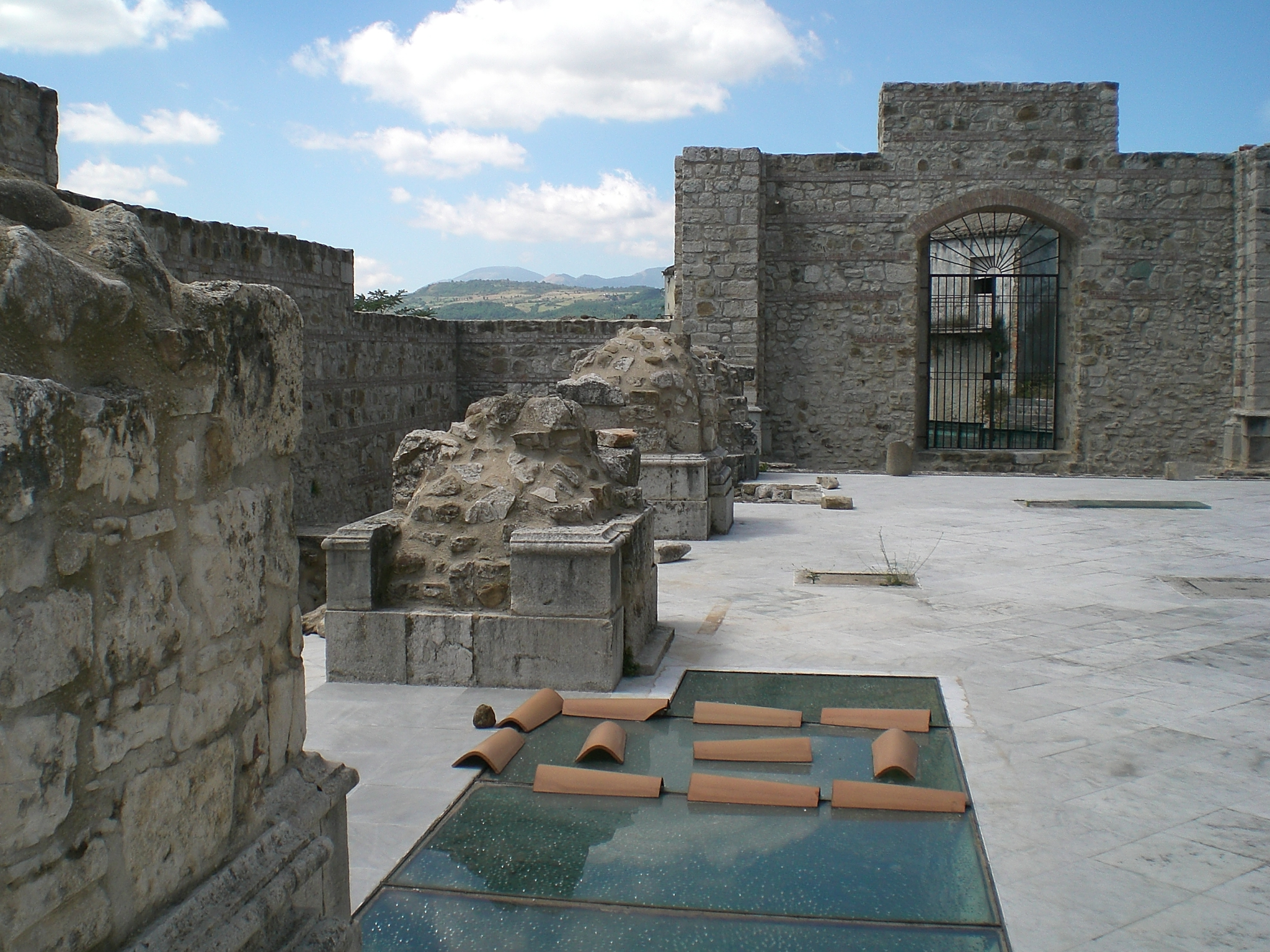
Parc archéologique.